# Badelachen
Badelachen ist ein aus vier Höfen bestehender Ortsteil der Stadt Vacha im Wartburgkreis in Thüringen. Entlang des Badelacher Weges entstand nach der Wende das Gewerbegebiet Badelacher Wiesen mit Tankstelle, Einkaufsmärkten und Autohaus.

## Lage
Badelachen befindet sich an der Bundesstraße 84 kaum sechshundert Meter östlich der Stadtgrenze von Vacha am linken Hochufer der Werra. Die geographische Höhe des Ortes beträgt 228 m ü. NN.

## Geschichte
Am 31. August 786 wurde der Ort Badelachen erstmals urkundlich erwähnt.
In der dem Kloster Hersfeld zugewiesenen Mark Dorndorf bildete der Ort Badelachen (Badelacha) einen zweifelsfrei lokalisierbaren Grenzpunkt am Ufer der Werra. Der Historiker Waldemar Küther sieht in Badelachen einen unbefestigten Könighof, der an dieser wichtigen Furtstelle an der Werra dem Reiseverkehr diente. Die nur etwa einen Kilometer entfernte Furtstelle und heutige Werrabrücke von Vacha befand sich zu dieser Zeit bereits in Händen des Klosters Fulda und wurde im Schutz der Burg Wendelstein zum Ausgangspunkt für die Stadtentwicklung von Vacha.
Die Sonderstellung Badelachens als hersfeldisches Lehen blieb bis in das 19. Jahrhundert erhalten und war für den Ort nicht immer von Vorteil.
Der auch mit genealogischen Forschungen bekannt gewordene Förderverein „Hofgemeinde Badelachen e. V.“ hat die Ergebnisse jahrzehntelanger Forschungsarbeit in einer Chronik von Badelachen niedergeschrieben. Die einstigen Besitzer der Höfe, die bauliche Entwicklung der Gebäude sowie die zu Badelachen gehörenden Flurstücke wurden dokumentiert.